# SN 2008ec
SN 2008ec – supernowa typu Ia odkryta 14 lipca 2008 roku w galaktyce NGC 7469. W momencie odkrycia miała maksymalną jasność 17,60m.